# Beerentalbach (Töss)
Der Beerentalbach ist ein eineinhalb Kilometer langer, rechter Zufluss der Töss im Schweizer Kanton Zürich. Der Bach entspringt südlich der Siedlung Weierhöhe, durchfliesst das Quartier Sennhof und mündet an dessen westlichem Ende in die Töss.

## Etymologie
1569 wurde der Bach als Beerennbächli erwähnt. Diese Bezeichnung hielt sich bis in die Neuzeit, so beschrieb auch Rutishauser das Gewässer noch als Beerennbächli. Der Bach durchfliesst das Beerental, ob nun der Bach seinen Namen vom Tal selbst hat, in dem man entsprechende Beeren fand oder von einer entsprechenden Uferbepflanzung abgeleitet wurde, ist fraglich, wobei Rutishauser aus «sachlichen Gründen» Letzteres annahm.

## Geographie

### Verlauf
Der Beerentalbach entspringt auf 510 m ü. M. südlich der zum Quartier Gotzenwil gehörenden Siedlung Weierhöhe. Nach rund 500 Meter fliesst er südlich des Grienen mit dem linksseitig kommenden Mulchlingerbach zusammen. Danach fliesst der Bach östlich der Tösstalbahn und unterquert diese und die Tösstalstrasse rund 300 Meter weiter. Auf den restlichen rund 500 Metern durchquert der Bach das Quartier Sennhof, um auf 474 m ü. M. am westlichen Ende des Quartiers unweit der Mündung des Häsentalbachs in die Töss zu münden.

### Einzugsgebiet
Das Einzugsgebiet des Bachs ist rund 1,79 km² gross und umfasst Nübrechten, einen kleinen Teil des Eschenbergswaldes, Sennhof sowie Teile der Quartiere Gotzenwil und Iberg. Begrenzt wird das Einzugsgebiet des Bachs im Norden durch jenes des Mattenbachs und im Süden befindet sich das Einzugsgebiet des Bolsternbachs.
Die Fläche seines Einzugsgebiets besteht zu 36,8 % aus bestockter Fläche, zu 50,6 % aus Landwirtschaftsfläche und zu 11,5 % aus Siedlungsfläche.
Die mittlere Höhe des Einzugsgebietes beträgt 529 m ü. M., die minimale Höhe liegt bei 474 m ü. M. und die maximale Höhe bei 591 m ü. M.

### Zuflüsse
- Mulchlingerbach (links), 0,6 km